# Лазание на скорость
Лазание на скорость — вид скалолазания — индивидуальное лазание или парная гонка на время.
Цель — подняться до конца трассы за минимальное время. Используют верхнюю страховку.

## История
Лазание на скорость зародилось в Советском Союзе в 1947 году как лазание на время («кто быстрее») с верхней страховкой и поначалу рассматривалось как вспомогательный вид альпинизма. В дальнейшем этот вид скалолазания дополнили лазанием по более сложному рельефу, но, опять же, на время. Лазание на скорость получило особую популярность в России и странах восточной Европы, а сегодня скорость становится все популярней и в Азиатских странах. Если взрослые спортсмены зарубежных стран неохотно выступают в этом виде скалолазания, то юные спортсмены всего мира с удовольствием принимают участие в соревнованиях на время, ещё раз доказывая, что этот вид, дополняющий скалолазание, имеет полное право на существование и его необходимо развивать. Трассы международных соревнований прокладывают на высоту 10-27 метров.
Лазание на скорость определено как вид скалолазания в 1987 году комиссией по скалолазанию при UIAA.
В 2005 году для ускорения включения скалолазания в программу Летних Олимпийских игр была создана эталонная трасса и большинство международных соревнований стали проходить именно на ней.

## История рекордов
14 этап Кубка мира 2012 года вошёл в историю по числу мировых рекордов, которые спортсмены устанавливали по ходу турнира. Перед началом соревнований в Синине лучшее время у мужчин принадлежало китайскому спортсмену Qixin Zhong и составляло 6,26 секунды. По итогам квалификации мировой рекорд перешёл к Евгению Вайцеховскому — 6,07 секунды. В 1/4 финала он ещё раз обновил мировой рекорд — показал время 5,94. Но и на этом Вайцеховский не остановился — в полуфинале его время составило 5,88 секунды.
Последние мировые рекорды, установленные спортсменами из России принадлежали Евгению Вайцеховскому (5,88 секунд), который установил его 13 октября 2012 года на кубке мира IFSC, у мужчин, и Юлии Каплиной (6,96 секунд), которая установила его 21 октября 2020 года на чемпионате Европы в Москве.

## Рекорды

### Мировые рекорды
У мужчин рекорд составляет 4,64 секунды. Поставленный 03.05.2025 на кубке мира IFSC на Бали, принадлежит Самуэлю Уотсону (США).
У женщин рекорд составляет 6,06 секунды. Поставленный 05.08.2024 на Олимпийских играх в Париже, принадлежит Александре Мирослав (Польша).

### Рекорды России
Федерация скалолазания России выделяет две категории рекордов на эталонной трассе: юношеские (юноши и девушки до 19 лет) и взрослые:

В категории мужчины рекорд составляет 4,923 секунды. Поставленный 15.05.2025 принадлежит уроженцу Тюменской области Землякову Ивану.
В категории юноши до 19 лет рекорд составляет 5,15 секунды. Поставленный 07.07.2025 принадлежит уроженцу Свердловской области Колдомову Кириллу (2006 год рождения).
В категории женщины рекорд составляет 6,298 секунды. Поставленный 28.08.2024 принадлежит уроженке Свердловской области Ивановой Елизавете.
В категории девушки до 19 лет рекорд составляет 7,194 секунды. Поставленный 22.04.2025 принадлежит уроженке Свердловской области Милане Мельниченко (2009 год рождения).